# چرنین انترتینمنت
چرنین اینترتینمنت (به انگلیسی: Chernin Entertainment) نام یک شرکت تولید و پخش فیلم‌های سینمایی و تلویزیونی آمریکایی است. و متعلق به رئیس نیوز کورپوریشن و مدیر عامل اجرایی پیتر چرنین، همچنین مدیر عامل و رئیس این شرکت می‌باشد.

## فیلم‌شناسی
- ۲۰۱۱: ظهور سیاره میمون‌ها
- ۲۰۱۲: راهنمایی والدین
- ۲۰۱۳: فراموشی (توزیع شده توسط یونیورسال استودیوز)
- ۲۰۱۳: مخمصه
- ۲۰۱۴: طلوع سیاره میمون‌ها
- ۲۰۱۴: کندو (منتشر شده توسط فاکس سرچلایت پیکچرز)
- ۲۰۱۴: وینسنت مقدس (توزیع شده توسط واینستین کمپانی)
- ۲۰۱۴: خروج: خدایان و پادشاهان
- ۲۰۱۵: جاسوس
- ۲۰۱۶: مایک و دیو همراه عروسی می‌خواهند
- ۲۰۱۶: خانه دوشیزه پرگرین برای بچه‌های عجیب
- ۲۰۱۶: ارقام پنهان
- ۲۰۱۷: روبوده شده
- ۲۰۱۷: جنگ برای سیاره میمون‌ها
- ۲۰۱۷: کوه بین ما
- ۲۰۱۷: بزرگ‌ترین شومن
- ۲۰۱۸: گنجشک سرخ
- ۲۰۱۹: تالکین (توزیع شده توسط فاکس سرچلایت پیکچرز)
- ۲۰۱۹: فورد علیه فورد در برابر فراری
- ۲۰۱۹: جاسوسان نامحسوس
- ۲۰۲۰: زیر آب
- ۲۰۲۰: خیابان ترس
- ۲۰۲۱: آرتور خواندن